# Beskidi
Beskidi (Slovački: Beskydy, ukrajinski: Бескиди) je planinski lanac iz Karpatske skupine koji se prostire u sjevernoj Slovačkoj, istočnoj Češkoj, južnoj Poljskoj i zapadnoj Ukrajini.Beskidi su 600 km dugački i široki 50-70 km.Beskidi su bogati šumom i ugljenom.

## Ime
Ime planine vjerojatno dolazi iz tračkog ili ilirskog jezika. 

## Vrhovi
- Babja gora (1 725 m)
- Pikuj, (1 405 m)
- Lysá gora (1 323 m)
- Smrk (1 276 m)
- Kněhyně (1 257 m)

## Susjedne planine
Susjedne planine Beskida su :Kysuca, Bijeli Karpati, Javorníky i Hostýnské vrchy.

## Rijeke
Rijeke koje izviru na Beskidima su: Rožnovská Bečva, Ostravice, Soła i Orava.

## Panorama

### Ostali projekti
|  | Zajednički poslužitelj ima još gradiva o temi Beskidi |